# Hemocromatosi
En medicina, l'hemocromatosi és un dipòsit excessiu de ferro en les cèl·lules parenquimàtiques que produeix una alteració oxidativa de llurs orgànuls i membranes cel·lulars (lesió cel·lular) i un estímul de la fibrogènesi (fibrosi hística).
Es produeix per un augment de l'absorció intestinal del ferro ingerit o per l'administració oral o parenteral d'aquest metall o bé per una combinació d'ambdós mecanismes. Pot ésser: primària (hereditària o idiopàtica) o secundària a altres processos.

## Causes
La paraula hemocromatosi descriu un grup de malalties causades per l'excés de ferro a l'organisme. Hi ha dos tipus d'hemocromatosi: primària i secundària.
- L'hemocromatosi primària generalment és causada per un problema genètic que provoca l'absorció de massa ferro. Si les persones que pateixen aquesta malaltia prenen massa ferro en la seva alimentació, el tub digestiu absorbeix l'excés de ferro i s'acumula en els teixits corporals. El fetge acostuma a ser el primer òrgan vital afectat.
- L'hemocromatosi secundària o adquirida pot ser causada per malalties, especialment si la persona ha rebut un gran nombre de transfusions. A vegades, es pot observar amb anèmia, alcoholisme crònic i altres afeccions.[1]

## Símptomes
Entre els símptomes més freqüents es troben:
- Dolor abdominal
- Fatiga generalitzada
- Pigmentació bronzejada de la pell
- Dolor de les articulacions
- Falta d'energia
- Pèrdua del borrissol corporal
- Pèrdua del desig sexual
- Pèrdua de pes
- Debilitat[1]

## Tractament
La finalitat és extreure l'excés de ferro del cos i tractar els danys que puguin haver afectat els òrgans. El millor mètode per extreure l'excés de ferro del cos és un procediment anomenat sagnia o flebotomia. S'extreu mig litre de sang cada setmana fins que el nivell de ferro al cos sigui normal. La freqüència amb què es necessita aquest procediment i la seva durada depèn dels símptomes, dels nivells d'hemoglobina i ferritina en sèrum, i també de la quantitat de ferro que s'ingereix en l'alimentació.
Cal seguir una dieta especial per reduir la quantitat de ferro absorbida en l'alimentació. La dieta prohibeix el consum d'alcohol i evita el consum de fàrmacs que continguin ferro, suplements vitamínics, mariscs crus o aliments rics en ferro. Igualment, les afeccions com la diabetis, l'artritis, la insuficiència hepàtica i la insuficiència cardíaca s'han de tractar apropiadament. La teràpia amb l'hormona testosterona pot ajudar a millorar la pèrdua del desig sexual i els canvis en les característiques sexuals secundàries.